# Turoyo jezik
Turoyo jezik (surayt, süryani, suryoyo, syryoyo, turani; ISO 639-3: tru), jedan od 14 centralnih istočnoaramejskih jezika, kojim govori 7 000 ljudi (1994) u Siriji (od 20 000 etničkih) i 3 000 (1994 H. Mutzafi) u Turskoj (od nekih 50 do 70 tisuća etničkih). U Turskoj se govori u provinciji Mardin, a ima ih znatan dio iseljenih u Argentini, Australiji, Belgiji, Brazilu, Kanadi, Njemačkoj, Iraku, Libanonu, Nizozemskoj, Švedskoj i SAD-u.
Turoyo ima nekoliko dijalekata, to su midyat, midin, kfarze, ’iwardo, anhil i raite. Piše se sirjačkim (sirskim, sirijskim) i latiničnim pismom.
S jezikom mlahsö [lhs] čini sjeverozapadnu podskupinu.

## Vanjske poveznice
- Ethnologue (14th)
- Ethnologue (15th)